# Team Coop-Repsol
El Team Coop-Repsol (codi UCI: TCR), conegut anteriorment com a Sparebanken, és un equip ciclista noruec de categoria continental. Creat el 2004, competeix principalment als circuits continentals de ciclisme.
No s'ha de confondre amb el Team Sparebanken Sør.

## Principals victòries
- Ringerike Grand Prix: Are Hunsager Andresen (2005)
- Gran Premi ciclista de Gemenc: Martin Prázdnovský (2006)
- Tour de Guadalupe: Martin Prázdnovský (2006)
- Rogaland Grand Prix: Håvard Nybø (2009)
- Gran Premi de Frankfurt sub-23: Sven Erik Bystrøm (2012)
- Kernen Omloop Echt-Susteren: Daniel Hoelgaard (2012)
- Hadeland GP: Fredrik Galta (2013)
- Gran Premi Viborg: Oscar Landa (2015)
- Kreiz Breizh Elites: August Jensen (2015)
- Gran Premi Liberty Seguros: August Jensen (2016)

## Composició de l'equip
| \| Llista de l'equip 2016 \| Llista de l'equip 2016 \| Llista de l'equip 2016 \| Llista de l'equip 2016 \| \| Ciclista \| Data de naixement \| Equip previ \| \| \| --------------------------------------- \| ---------------------- \| ------------------------------- \| ---------------------- \| \| Ole André Austevoll \| 15 de abril de 1994 \| FixIT.no (2015) \| \| \| Håkon Frengstad Berger \| 24 de agost de 1992 \| Ringeriks-Kraft (2014) \| \| \| Håvard Blikra \| 2 de novembre de 1991 \| Stavanger Sykleklubb (2010) \| \| \| Magnus Børresen \| 18 de setembre de 1988 \| OneCo (2013) \| \| \| Kristian Dyrnes \| 20 de abril de 1992 \| \| \| \| Krister Hagen \| 12 de gener de 1989 \| OneCo (2013) \| \| \| August Jensen \| 29 de agost de 1991 \| Trondhjems Velocipedklub (2012) \| \| \| Oscar Landa \| 15 de agost de 1993 \| Stavanger Sykleklubb (2012) \| \| \| Øivind Lukkedal \| 19 de juny de 1994 \| Ringeriks-Kraft (2015) \| \| \| Even Rege \| 24 de abril de 1994 \| FixIT.no (2015) \| \| \| Andreas Sandnes Olsen \| 19 de març de 1994 \| \| \| \| \| \| \| \| \| Fonts: ProCyclingStats Cycling Archives \| \| \| \| |                        |                                 |  |
| Llista de l'equip 2016 |                        |                                 |  |
| Ciclista | Data de naixement      | Equip previ                     |  |
| Ole André Austevoll | 15 de abril de 1994    | FixIT.no (2015)                 |  |
| Håkon Frengstad Berger | 24 de agost de 1992    | Ringeriks-Kraft (2014)          |  |
| Håvard Blikra | 2 de novembre de 1991  | Stavanger Sykleklubb (2010)     |  |
| Magnus Børresen | 18 de setembre de 1988 | OneCo (2013)                    |  |
| Kristian Dyrnes | 20 de abril de 1992    |                                 |  |
| Krister Hagen | 12 de gener de 1989    | OneCo (2013)                    |  |
| August Jensen | 29 de agost de 1991    | Trondhjems Velocipedklub (2012) |  |
| Oscar Landa | 15 de agost de 1993    | Stavanger Sykleklubb (2012)     |  |
| Øivind Lukkedal | 19 de juny de 1994     | Ringeriks-Kraft (2015)          |  |
| Even Rege | 24 de abril de 1994    | FixIT.no (2015)                 |  |
| Andreas Sandnes Olsen | 19 de març de 1994     |                                 |  |
| |                        |                                 |  |
| Fonts: ProCyclingStats Cycling Archives |                        |                                 |  |

| \| Llista de l'equip 2017 \| Llista de l'equip 2017 \| Llista de l'equip 2017 \| Llista de l'equip 2017 \| \| Ciclista \| Data de naixement \| Equip previ \| \| \| -------------------------------------------------------- \| ---------------------- \| ----------------------------------- \| ---------------------- \| \| Håkon Aalrust (12 de maig–31 de des) \| 5 de gener de 1998 \| \| \| \| Ole André Austevoll \| 15 de abril de 1994 \| FixIT.no (2015) \| \| \| Erlend Blikra \| 11 de gener de 1997 \| Stavanger Sykleklubb (2016) \| \| \| Håvard Blikra \| 2 de novembre de 1991 \| Stavanger Sykleklubb (2010) \| \| \| Fredrik Strand Galta \| 19 de octubre de 1992 \| Delko-Marseille Provence-KTM (2016) \| \| \| Krister Hagen \| 12 de gener de 1989 \| OneCo (2013) \| \| \| Gustav Höög \| 11 de abril de 1995 \| Tre Berg-Bianchi (2016) \| \| \| August Jensen \| 29 de agost de 1991 \| Trondhjems Velocipedklub (2012) \| \| \| Joakim Kjemhus (1 de juny–31 de des) \| 3 de agost de 1998 \| \| \| \| Philip Lindau \| 18 de agost de 1991 \| Joker Byggtorget (2016) \| \| \| Øivind Lukkedal \| 19 de juny de 1994 \| Ringeriks-Kraft (2015) \| \| \| Andreas Sandnes Olsen \| 19 de març de 1994 \| \| \| \| Even Rege \| 24 de abril de 1994 \| FixIT.no (2015) \| \| \| Anton Tunset (1 de juny–31 de des) \| 10 de desembre de 1997 \| \| \| \| \| \| \| \| \| Fonts: ProCyclingStats Cycling Quotient Cycling Archives \| \| \| \| |                        |                                     |  |
| Llista de l'equip 2017 |                        |                                     |  |
| Ciclista | Data de naixement      | Equip previ                         |  |
| Håkon Aalrust (12 de maig–31 de des) | 5 de gener de 1998     |                                     |  |
| Ole André Austevoll | 15 de abril de 1994    | FixIT.no (2015)                     |  |
| Erlend Blikra | 11 de gener de 1997    | Stavanger Sykleklubb (2016)         |  |
| Håvard Blikra | 2 de novembre de 1991  | Stavanger Sykleklubb (2010)         |  |
| Fredrik Strand Galta | 19 de octubre de 1992  | Delko-Marseille Provence-KTM (2016) |  |
| Krister Hagen | 12 de gener de 1989    | OneCo (2013)                        |  |
| Gustav Höög | 11 de abril de 1995    | Tre Berg-Bianchi (2016)             |  |
| August Jensen | 29 de agost de 1991    | Trondhjems Velocipedklub (2012)     |  |
| Joakim Kjemhus (1 de juny–31 de des) | 3 de agost de 1998     |                                     |  |
| Philip Lindau | 18 de agost de 1991    | Joker Byggtorget (2016)             |  |
| Øivind Lukkedal | 19 de juny de 1994     | Ringeriks-Kraft (2015)              |  |
| Andreas Sandnes Olsen | 19 de març de 1994     |                                     |  |
| Even Rege | 24 de abril de 1994    | FixIT.no (2015)                     |  |
| Anton Tunset (1 de juny–31 de des) | 10 de desembre de 1997 |                                     |  |
| |                        |                                     |  |
| Fonts: ProCyclingStats Cycling Quotient Cycling Archives |                        |                                     |  |

## Classificacions UCI

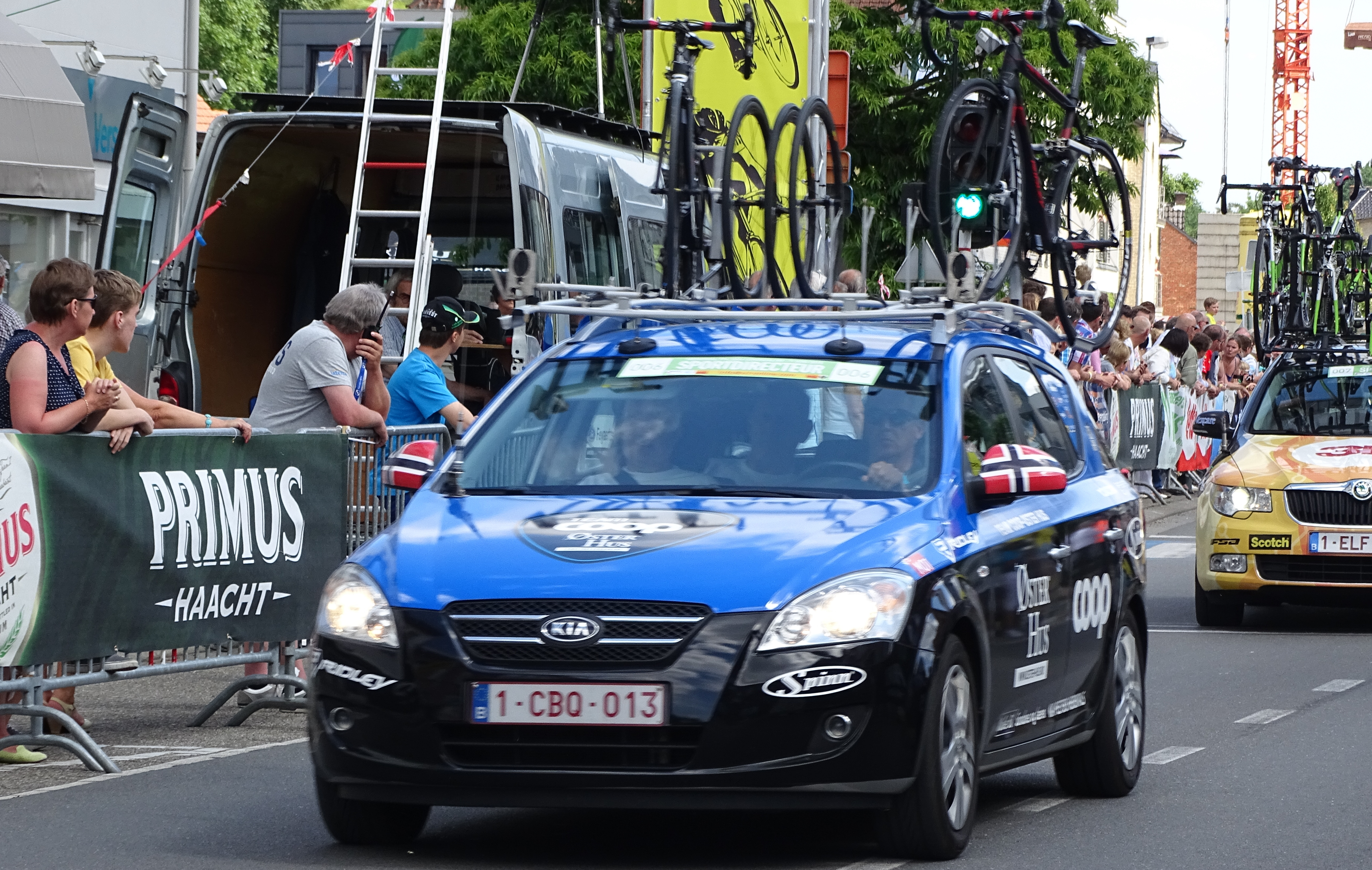
Vehicle de l'equip al 2015

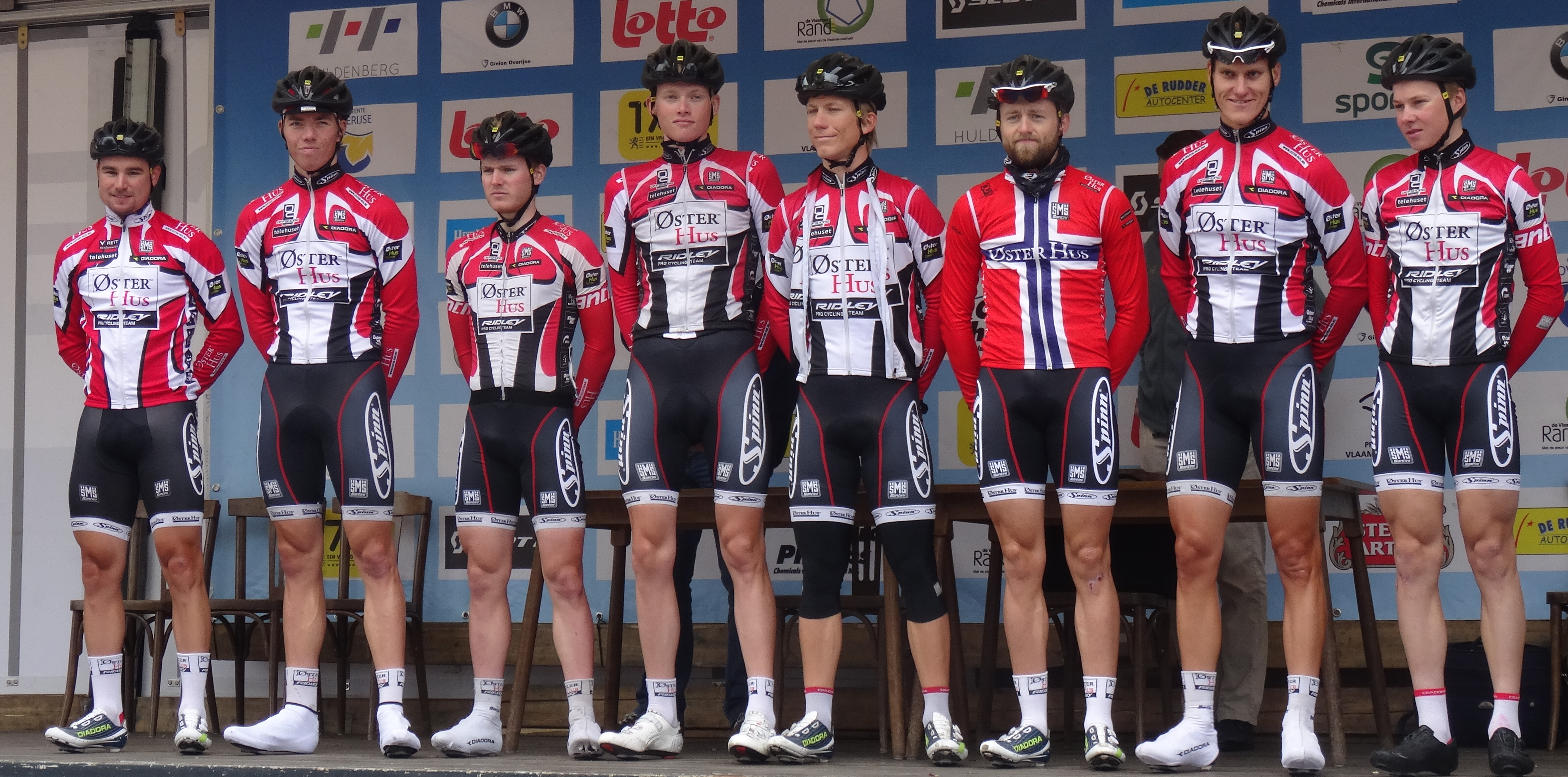
L'equip al 2014

Fins al 1998 els equips ciclistes es trobaven classificats dins l'UCI en una única categoria. El 1999 la classificació UCI per equips es dividí entre GSI, GSII i GSIII. D'acord amb aquesta classificació els Grups Esportius I són la primera categoria dels equips ciclistes professionals. La següent classificació estableix la posició de l'equip en finalitzar la temporada.
| Temporada | Classificació per equips | Millor ciclista en la classificació individual |
| --------- | ------------------------ | ---------------------------------------------- |
| 2004      | 56è (GSIII)              | Bjørnar Vestøl (819è)                          |

A partir del 2005 l'equip participa en les proves dels circuits continentals i principalment en les curses del calendari de l'UCI Europa Tour.
UCI Europa Tour
| Temporada | Classificació per equips | Millor ciclista en la classificació individual |
| --------- | ------------------------ | ---------------------------------------------- |
| 2005      | 56è                      | Morten Hegreberg (287è)                        |
| 2006      | 56è                      | Martin Prazdnovsky (62è)                       |
| 2007      | 84è                      | Stian Remme (401è)                             |
| 2008      | 96è                      | Stian Remme (408è)                             |
| 2009      | 70è                      | Christer Rake (387è)                           |
| 2010      | 58è                      | Michael Stevenson (105è)                       |
| 2011      | 61è                      | Roy Hegreberg (229è)                           |
| 2012      | 81è                      | Sven Erik Bystrøm (246è)                       |
| 2013      | 65è                      | Fredrik Strand Galta (349è)                    |
| 2014      | 44è                      | Sven Erik Bystrøm (36è)                        |
| 2015      | 45è                      | Fredrik Strand Galta (83è)                     |
| 2016      | 48è                      | Krister Hagen (187è)                           |
| 2017      | 28è                      | August Jensen (24è)                            |
| 2018      | 44è                      | Gustav Höög (274è)                             |
| 2019      | 70è                      | Trond Trondsen (487è)                          |
| 2020      | 37è                      | Jacob Eriksson (410è)                          |
| 2021      | 28è                      | Kristian Aasvold (235è)                        |
| 2022      | 37è                      | Andreas Stokbro (272è)                         |